# Apparitions and Haunted Houses: A Survey of Evidence
Apparitions and Haunted Houses: A Survey of Evidence är en bok om övernaturliga fenomen av Ernest Bennett utgiven 1939 på förlaget Faber and Faber.

## Recensioner
Den svenske författaren Frans G. Bengtsson recenserade Apparitions and Haunted Houses. Recensionen, som finns återgiven under titeln "Harmlöst sällskap" i essäsamlingen För nöjes skull, innehåller följande omdöme om boken:
"Sir Ernest Bennett, en tillräckligt allvarlig man för att vara medlem av parlamentet, synes sedan länge ha ägnat spökerier ett djupt och vidhjärtat studium; han är inte bara grundligt lärd på området utan också helt fri från hämmande dogmatiska tendenser. Allt i hans bok presenteras med lidelsefri vetenskaplighet, utan några som helst förhandsgriller av ena eller andra slaget. Boken har ett företal av W. R. Matthews, Dean of St. Paul's, vari denne – liksom författaren själv i ett sammanfattande kapitel – klagar över den helt avvisande inställningen gentemot hithörande fenomen hos så gott som alla vetenskapsmän, ehuru dessa borde vara närmast till hands för att undersöka sådana ting. Vetenskapsmännen skulle förmodligen svara att eftersom de inte kunna framkalla spöken i sina laboratorier, måste de förklara dem obefintliga; vartill kommer att så pass mycken fördom frodas på detta områd, att en forskare som visade sig 'tro på spöken' skulle löpa alltför stor risk att bli utskrattad såsom imbecill. Därför ha säkerligen de stackars spökena inte stora utsikter att ännu på länge nå allmänt vetenskapligt erkännande; inte ens telepatiens fenomen har väl ännu nått så långt; till och med rörande ett sådant alldagligt och lätt verifierat mysterium som slagrutan kan man alltjämt få se så kallade 'vetenskapliga förklaringar' (det vill säga patetiska försök till bortförklaringar), präglade av överlägsen okunnighet och bergfast enfald.
I denna bok har författaren alls inte strävat att utvälja spökerier av särskilt romantiskt eller sensationellt slag, utan i stället sådana där vittnesbörden äro så goda som möjligt. I de sammanlagt hundrafyra fall som här behandlas rör det sig därför så gott som uteslutande om kollektiva fall, där alltså ett flertal personer antingen samtidigt eller efter varandra sett samma fantom, varvid dessutom vittnenas allmänna trovärdighet i görlig mån prövats av experter tillhörande The Society for Psychical Research. Efter läsning av de här meddelade fallen får sannolikt även den mest skeptiske instämma i Kants yttrande om spökerier, i Träume eines Geistersehers, att man kan tvivla på varje enskilt fall, men inte på de samlade vittnesbördens hela massa."